# 原明螺屬
原明螺屬（学名：Protatlanta）是海蝶螺科一個遠洋帶海洋腹足綱軟體動物的屬。在部分文獻只有原明螺一個物種；有其他分類還包括有地中海原明螺或一些化石物種。海蝶螺科舊屬异足目，今屬玉黍螺類。

## 物種
截至2019年2月21日，WoRMS紀錄本屬包括下列現生種、化石種及過往曾經被列為本屬成員的物種:3,8,9：
- Protatlanta kbiraensis A. W. Janssen, 2012 †
- Protatlanta lissa (Woodring, 1928) †
- Protatlanta rotundata (Gabb, 1873) †[1]
- Protatlanta sculpta Issel, 1911
- 原明螺 Protatlanta souleyeti (E. A. Smith, 1888)：模式種，有時是本屬的唯一物種[1]。

異名：
- Protatlanta kakegawaensis Shibata, 1984 †：被認為是Protatlanta rotundata (Gabb, 1873) †的異名；
- 地中海原明螺 Protatlanta mediterranea Issel, 1915：現生種，原為 Protatlanta sculpta的變種，兩者螺殼型態不同，只棲息於地中海西西里島的墨西拿海峽[6]，WoRMS認為只是原明螺的異名[7]。

## 分佈
原明螺分佈於東中國海東南部及南中國海。營浮游生活。